# Оконкур
Оконкур (фр. Hauconcourt) — коммуна на северо-востоке Франции, регион Гранд-Эст (бывший Эльзас — Шампань — Арденны — Лотарингия), департамент Мозель, округ Мец, Сийон-Мозеллан. До марта 2015 года коммуна административно входила в состав упразднённого кантона Мезьер-ле-Мец (округ Мец-Кампань).

## Географическое положение

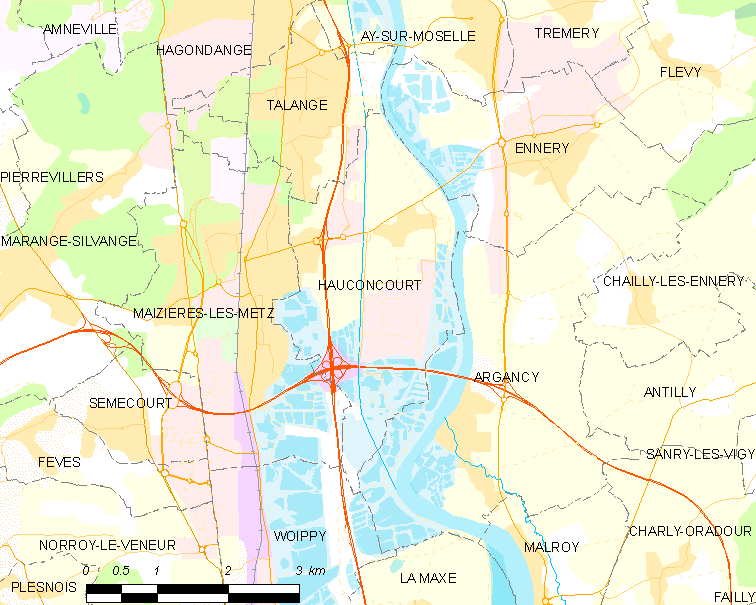
Оконкур на карте Франции.

Оконкур расположен в 290 км к востоку от Парижа и в 12 км к северу от Меца.

## История
- Поселение бывшей провинции Три Епископства.
- В 1324 и 1386 годах пожары уничтожали деревню.

## Демография
По переписи 2011 года в коммуне проживало 540 человек.

## Достопримечательности
- Укреплённая усадьба XVIII века с башнями XV века.
- Церковь Сент-Этьен (1758, реконструкция 1874 года).